# Khoudayar Youssifzadé
Khoudayar Youssifzadé était un Warrant Officer du Service d'État des frontières azerbaïdjanaise.

## Biographie
Khoudayar Youssifzadé est né le 15 juillet 1998 à Barda. Il y avait 4 enfants dans la famille Youssifzadé - 3 frères et 1 sœur. Vingt-quatre jours après sa naissance, il a perdu son père. Il est diplômé de l'école d'art pour enfants n ° 1 du nom de Bulbul à Barda. Il a participé volontairement aux combats en direction de Kelbajar, Jabrayil, Zangilan. Il a été tué le 22 octobre, lors des combats en première ligne en direction d'Aghbend.

## Vie privée
Khoudayar Youssifzadé était célibataire.

## Chanson "Vətən yaxşıdır"
Deux jours avant les combats, il s'est filmé la chanson « Vətən yaxşıdır » écrite avec les mots d'Aliagha Vahid. Cette vidéo est devenue une tendance sur les réseaux sociaux.

## Prix
- Médaille pour la libération de Zangilan[4]
- Ordre "Drapeau de l'Azerbaïdjan"
- Médaille pour la patrie